# Джонс, Джон Пол (адмирал)
Джон Пол Джонс (англ. John Paul Jones; при рождении Джон Пол, впоследствии подписывался Пол Джонс, во время службы на российском флоте значился как Павел Джонес; 6 июля 1747, Керкубри, Шотландия — 18 июля 1792, Париж, Франция) — шотландский моряк, служивший в Великобритании, США и России. Наиболее известен участием в Войне за независимость США.

## Биография

### Детство
Джон Пол родился в поместье Арбиглэнд близ Киркбина на юге Шотландии. Его отец, Джон Пол-старший был садовником, служившим у помещика Вильяма Крэйка. Матерью будущего адмирала была Джин Дафф, на которой его отец женился 29 ноября 1733 года в Нью Эбби, Керкубри.

### Карьера

#### Подданный Великобритании

##### Начало
Джон Пол-младший начал морскую карьеру в 13 лет юнгой на борту корабля Friendship под командованием капитана Бенсона. Следующие несколько лет он ходил на британских торговых судах, в том числе в качестве третьего помощника капитана в 1764 году на King George и первого помощника на Two Friends в 1766 году.
Спустя некоторое время он почувствовал отвращение к работорговле, и в 1768 оставил престижную и хорошо оплачиваемую должность на корабле Two Friends во время стоянки на Ямайке, решив вернуться в Шотландию.

#### В Шотландии
Во время рейса от Ямайки домой на борту брига John в 1768 году карьера молодого Джона Пола быстро и неожиданно идёт вверх, а после того как капитан и исполняющий обязанности его помощника внезапно умирают от жёлтой лихорадки, Джону, как самому опытному моряку на борту, приходится взять командование на себя, чтобы успешно провести судно в порт. В награду за это шотландские хозяева судна официально назначают его капитаном с правом самостоятельно покупать и продавать груз, предоставляя 10 процентов прибыли. Вскоре он вступает в конфликт из-за жалованья с судовым плотником, оказавшимся путешествующим инкогнито искателем приключений из богатой и влиятельной семьи, и распоряжается жестоко высечь последнего.
На обратном пути домой в Шотландию плотник умирает, за что капитана Пола берут под стражу и доставляют в Шотландию. Спасают его лишь свидетельства хозяина и врача судна, на котором возвращался плотник, согласно которым тот полностью оправился от наказания и был здоров в начале рейса. Суд, несмотря на давление семьи покойного, оправдывает Джона, но сама по себе грязная эта история ставит крест на его карьере в Великобритании.
В дальнейшем, во время службы на флоте США, Пол «Джонс» нередко придерживал жалованье своим морякам, как считалось, по вине Конгресса. Несмотря на историю с плотником, капитан Пол вскоре был принят в Шотландии в масонскую ложу, что свидетельствует о том, что он сохранил таки в глазах общественности репутацию джентльмена.

#### В Америке
В это время умирает его брат, владевший поместьем в Виргинии — в то время английской колонии. Оправданный Джон Пол уезжает в Америку, чтобы вступить во владение наследством.
В 1773 году Пол стал капитаном в Вест-Индии. В это время он разбогател. Однако, во время бунта на корабле, он убил одного из мятежников. Имея влиятельных врагов в морском судопроизводстве после смерти плотника, он не стал ожидать нового разбирательства, и вернулся в своё поместье в Виргинии.

### Гражданин США

#### В США
В 1775 году началась война за независимость, и новоявленный богач, добавивший к своей фамилии «Джонс», предлагает свои услуги капера Североамериканским колониям. В списках американских моряков за 1775 год он числится сначала первым помощником капитана флагманского корабля Alfred. Ему было присвоено звание первого лейтенанта (1776 — Высадка в Нассау, Бой у Блок-Айленд). Затем последовательно капитаном шлюпа Providence (захват 16 судов у берегов Новой Шотландии), капитаном Alfred (1776 — USS Providence vs HMS Mellish), и, наконец, в 1777 — капитаном шлюпа Ranger.

#### Во Франции
В 1777 году на Ranger отправился во Францию, где подружился с послом Бенджамином Франклином и в 1778 вместе с ним вошёл в величайшую масонскую ложу «Девять Сестёр».
В 1778 году на шлюпе Ranger Пол Джонс из Бреста отправился к берегам Великобритании. Ночью 20-21 апреля 1778 в порту Уайтхейвена он высадил десант и сжёг торговое судно в гавани. Вернувшись к Белфасту, захватил шлюп HMS Drake.
В августе 1779 Пол Джонс получил чин командора Континентального флота, под его началом было уже пять кораблей под американским военно-морским флагом (командирами всех кораблей, кроме «Простака Ричарда» самого Джонса, были французы) и два французских капера. В сентябре он встретил и попытался захватить караван из сорока английских торговых судов и взял в этом знаменитом бою двухпалубный корабль HMS Serapis, но при этом его «Простак Ричард» затонул. Однако дальнейших назначений у американцев Пол Джонс, как ни рассчитывал, не получил.
В 1782 году Джон Пол Джонс захватил британский корвет, часть добычи он отдал Конгрессу через американского посла в Париже. Король Людовик XVI лично вручил капитану орден Военных заслуг и золотую шпагу с алмазами.
В 1783 году, по окончании войны посол США во Франции Бенджамин Франклин объявил о запрете каперства. Джон Пол Джонс поселился в собственном доме в Париже.
16 октября 1787 года награждён золотой медалью Конгресса США.

#### В России
В это время российская императрица Екатерина II, готовясь к новой русско-турецкой войне и не имея на Чёрном море серьёзных морских сил, кроме Лиманской гребной флотилии и Донской военной флотилии, но опасаясь вмешательства флотов Британии и европейских держав, обратила внимание на оставшихся не у дел американских каперов и персонально на Джонса. Российский посол при Людовике XVI Иван Симолин получил срочное указание пригласить его на военно-морскую службу в Россию.
23 апреля 1788 Джон Пол Джонс приехал в Санкт-Петербург. Из рук Екатерины II он получил патент на чин контр-адмирала за её собственноручной подписью, но на имя Павла Джонеса. Джон, однако, озвучил требование остаться американским гражданином и офицером. Получив под своё командование 5 линейных кораблей (от 60 до 80 пушек) и 8 фрегатов, на флагманском линейном корабле «Святой Владимир» Джон воевал на Днепро-Бугском лимане против турок вместе с начальником Днепровской гребной флотилии принцем Карлом Генрихом Нассау-Зигеном, а также командиром гребной флотилии запорожских казаков Сидором Белым. Джон подружился с Сидором Белым и Джона даже символически приняли в запорожские казаки.
Джон Пол Джонс и Нассау-Зиген 18 июня 1788 года разбили турецкий флот под Очаковом. 29 июня 1788 года Джон Пол Джонс был награждён орденом Святой Анны. Однако (возможно, из-за своей собственной неискушённости в российской политике), вступил в конфликт с Нассау-Зигеном и подчинённым ему героем предыдущей русско-турецкой войны Панагиоти Алексиано, который был назначен и советником Пол Джонса, в результате всех этих конфликтов и взаимных обид Пол Джонс скоро оказался в немилости и у самого главнокомандующего Григория Потёмкина.
В конце 1788 года Джон был отозван в Санкт-Петербург под предлогом перевода на Балтийский флот. Однако он оказался не у дел, а конкурирующие офицеры начали плести против него интриги и даже обвинили в сексуальных домогательствах: в апреле 1789 Джон был арестован и обвинен в изнасиловании 12-летней девочки Катерины Гольцварт. Граф де Сегюр, французский посол при российском дворе (и последний друг Джона в столице), провел своё собственное расследование и сумел доказать Потёмкину, что обвинения были сфабрикованы принцем Нассау-Зигеном. Джон, однако, признался, что «часто развлекался» с девочкой «за малые суммы денег». При этом он отверг обвинения, что лишил её девственности. Несмотря на эти события, Джон написал книгу Повествования о Лиманской кампании (Narrative of the Campaign of the Liman) в этот период.
Покинул столицу России 18 августа 1789 года, озлобленный и разочарованный.
Сестра Джона Пола Джонса Джэнет Тэйлор сохранила его письма и журнал, который был опубликован в 1830 г. Полный перевод журнала Джона Пола Джонса «Очерки Лиманской кампании» (Narrative of the Campaign of the Liman) на русский язык был впервые опубликован в 2020 году.
Всю жизнь Джона Пола Джонса сопровождали самые невероятные слухи и сплетни. Распространяются небылицы о том, что контр-адмирал Пол Джонс водил дружбу с запорожскими казаками, участвовавшими во взятии Очакова под командованием генерал-аншефа А. В. Суворова и в составе флотилии принца Нассау-Зигена. В своих «Очерках Лиманской кампании». Джонс критически описывает поведение казачьего полковника, который бессмысленно сжигает севший на мель и уже практически захваченный турецкий корабль. Близкое общение с казаками ряженного в шаровары контр-адмирала Пола Джонса является выдумкой.

##### В Польше
В Польше подружился с Тадеушем Костюшко.

##### Снова во Франции
В мае 1790 года, сохранив жалованье и чин российского контр-адмирала, он вновь поселился в Париже. В Эдинбурге вышли его мемуары, которые впоследствии послужили Фенимору Куперу и Александру Дюма материалом для написания приключенческих романов. Пол Джонс также выведен в романе Германа Мелвилла «Израиль Поттер. Пятьдесят лет его изгнания».
В июне 1792 года Джонс был назначен консулом США в Алжире.

### Смерть
18 июля 1792 года Джонс неожиданно умер в Париже от почечной недостаточности, вероятно от гломерулопатии. Его тело было помещено в герметичный гроб и залито спиртом.

## Память

Мемориальная доска по адресу: Санкт-Петербург, Гороховая, 12

- В 1905 году заспиртованное тело Джона Пола Джонса переправили в США и с высшими почестями перезахоронили на территории военно-морской академии в присутствии президента Теодора Рузвельта.
- В честь Джона Пола Джонса назван эсминец УРО USS «John Paul Jones» (DDG-53), вошедший в строй в 1993 году. Также его имя носили эсминцы D-10 (1902—1919), DD-230 (1921—1949) и DD-932 (1956—1985).
- В Летнем саду Кронштадта 6 июля 2002 года была установлена гранитная стела с надписью: «На этом месте к 300-летию Санкт-Петербурга будет установлен памятник Джону Полу Джонсу (1747—1792). Контр-адмиралу российского флота, герою Американской революции, кавалеру высших орденов Франции. Город Кронштадт». Памятник не был поставлен, но стела сохранилась.
- В Санкт-Петербурге 6 июля 2003 года на угловом доме Гороховая, 12 / Большая Морская, 23 открыта мемориальная доска Джону Полу Джонсу. Присутствовала делегация моряков США во главе с вице-адмиралом Скоттом Фраем и делегация русских моряков во главе с вице-адмиралом в отставке Михаилом Моцаком.

## Образ в искусстве

### В литературе
- Джеймс Фенимор Купер. «Лоцман, или Морская история» (1824).
- Александр Дюма. «Капитан Поль» (1838).
- Герман Мелвилл. «Израэль Поттер. Пятьдесят лет его изгнания» (1855).
- В. С. Пикуль. «Потопи меня или будь проклят!» (из цикла «Исторические миниатюры»).
- Точилкин В. А. «Джон Пол Джонс — Пенитель моря».

### В кино
- «Джон Пол Джонс» (1959) — роль Джона Пола Джонса исполнил Роберт Стэк.
- Эсминец в фильме “Морской бой” носил название «Джон Пол Джонс”.